# Tangata
Genre
Tangata est un genre d'araignées aranéomorphes de la famille des Orsolobidae.

## Distribution
Les espèces de ce genre sont endémiques de Nouvelle-Zélande.

## Liste des espèces
Selon World Spider Catalog (version 15.5, 4/11/2014) :
- Tangata alpina (Forster, 1956)
- Tangata furcata Forster & Platnick, 1985
- Tangata horningi Forster & Platnick, 1985
- Tangata kohuka Forster & Platnick, 1985
- Tangata murihiku Forster & Platnick, 1985
- Tangata nigra Forster & Platnick, 1985
- Tangata orepukiensis (Forster, 1956)
- Tangata otago Forster & Platnick, 1985
- Tangata parafurcata Forster & Platnick, 1985
- Tangata plena (Forster, 1956)
- Tangata pouaka Forster & Platnick, 1985
- Tangata rakiura (Forster, 1956)
- Tangata stewartensis (Forster, 1956)
- Tangata sylvester Forster & Platnick, 1985
- Tangata tautuku Forster & Platnick, 1985
- Tangata townsendi Forster & Platnick, 1985
- Tangata waipoua Forster & Platnick, 1985

## Publication originale
- Forster & Platnick, 1985 : A review of the austral spider family Orsolobidae (Arachnida, Araneae), with notes on the superfamily Dysderoidea. Bulletin of the American Museum of Natural History, no 181, p. 1-229 (texte intégral).